# Danuta Mostwin

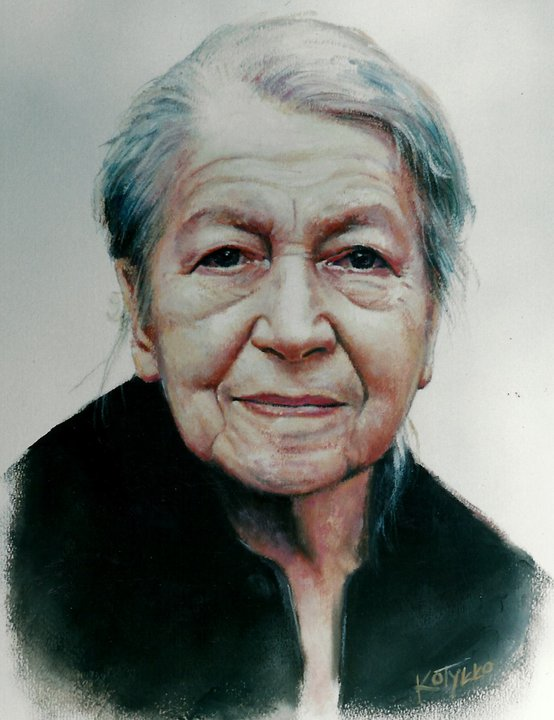
Danuta Mostwin

Danuta Mostwin (geboren als Danuta Pietruszewska am 31. August 1921 in Lublin; gestorben 11. Januar 2010 in Ruxton, Baltimore County) war eine polnisch-US-amerikanische Schriftstellerin, Sozialarbeiterin und Migrationswissenschaftlerin.

## Leben
Danuta Pietruszewska war eine Tochter des Berufssoldaten Józef Tadeusz Pietruszewski und der Irena Bronisława Paździor. Sie wuchs ab 1930 in Warschau auf und besuchte das Emilia Plater-Gymnasium. Ihr erstes Gedicht veröffentlichte sie 1939. Während der deutschen Okkupation Polens machte sie eine Berufsausbildung als Krankenschwester und studierte Medizin in der Untergrunduniversität. Im Warschauer Aufstand 1944 arbeitete sie als Krankenschwester in der Polnischen Heimatarmee. 
Nach der Befreiung Polens heiratete sie Anfang 1945 den Juristen Stanisław Edward Niedbał, der während des Krieges als Kurier der Polnischen Exilregierung in London gewirkt hatte. Ihren Familiennamen änderten sie später in Mostwin. Sie hatten einen Sohn.
Im Dezember 1945 gelangte sie nach Schottland und studierte Medizin an der Paderewski Hospital School of Medicine der University of Edinburgh und machte 1948 ein Examen. 
1951 zogen sie weiter in die USA, wo sie ab 1956 als Sozialarbeiterin bei der Kommunalverwaltung in Baltimore arbeitete und berufsbegleitend an der National Catholic School of Social Service der Katholischen Universität von Amerika in Washington, D.C. einen Masterabschluss (MSW) für Social Work mit der Spezialisierung auf klinische Arbeit erlangte.
Mit einem Stipendium des National Institute of Mental Health forschte sie von 1967 bis 1969 an der Columbia University in New York und wurde 1971 bei Margaret Mead mit der Dissertation The Transplanted Family. A Study of Social Adjustment of the Polish Immigrant Family to the United States after the Second World War promoviert.
Ab 1969 war sie Professorin für Sozialarbeit an der National Catholic School of Social Service der Catholic University Washington. Sie leitete außerdem eine Familienstation für psychische Gesundheit in der psychiatrischen Abteilung des Johns Hopkins Hospital in Baltimore und im Spring Grove Psychiatric Hospital. 1980 wechselte sie an das Loyola College in Baltimore und leitete dort bis 1987 das Family Mental Health Center.
Sie war Mitglied der Polnischen Wissenschaftlichen Gesellschaft im Ausland und Ehrenmitglied der Polnischen Psychiatrie-Vereinigung.
Mostwin veröffentlichte ab Mitte der 1950er Jahre Artikel und Kurzgeschichten in der polnischen Exilpresse in den USA, in Kanada und auch in der Pariser Zeitschrift Kultura. Sie schrieb neun Romane und veröffentlichte zwei Bände mit Kurzgeschichten.
Sie erhielt 1965 den Literaturpreis des Verbandes polnischer Schriftsteller im Ausland, 1967 wurde sie Mitglied des Verbandes. Mostwin wurde mehrfach ausgezeichnet, so mit dem Kreuz der Heimatarmee und dem Komturrang des Verdienstordens der Republik Polen.

## Werke (Auswahl)
Soziologie
- The Transplanted Family. A Study of Social Adjustment of the Polish Immigrant Family to the United States after the Second World War. New York: Arno Press, 1980
- American Families of East European Heritage. A Capitol Seminar on the Family Sponsored by the American Family Institute. Washington, 1980
- Social Dimension of Family Treatment. Washington: National Association of Social Workers, 1980
- Trzecia wartość. O formowaniu się nowej tożsamości polskiego emigranta w Ameryce. KUL, 1985
- Emgranci polscy w USA. KUL, 1991
- Przestrzeń życiowa rodziny. Ekologiczny model terapii rodziny w stanie kryzysu. Synapsis, 1992

Belletristik
- Nie zapomnij Paulino. Roman. Mannheim, 1956
- Dom starej lady. Roman. London: Veritas, 1958
- Ameryko! Ameryko! Roman. Biblioteka Kultury. Paris: Instytut Literacki, 1961
- Asteroidy. Kurzgeschichten. London: Polska Fundacja Kulturalna, 1965
- Olivia. Roman. Paris: Instytut Literacki, 1965
- Ja za wodą, ty za wodą. Roman. Paris: Instytut Literacki, 1972
- Odchodzą moi synowie. Roman. Polska Fundacja Kulturalna, 1977
- Cień księdza Piotra. Roman. Pax, 1985
- Szmaragdowa zjawa. Roman. Wyd. Pax 1988
- Tajemnica zwyciężonych. Roman. Polska Fundacja Kulturalna, 1992
- Odkrywanie Ameryki. Kurzgeschichten. Norbertinum, 1992
- Nie ma domu. Norbertinum, 1996
- Testaments. Two Novellas of Emigration and Exile. Kurzgeschichten. Übersetzung Marta Erdman, Nina Dyke. Ohio University Press, 2005
- Ptaki. Kucharski, 2005
- Magda. Kucharski, 2006